# Оноре Шампйон

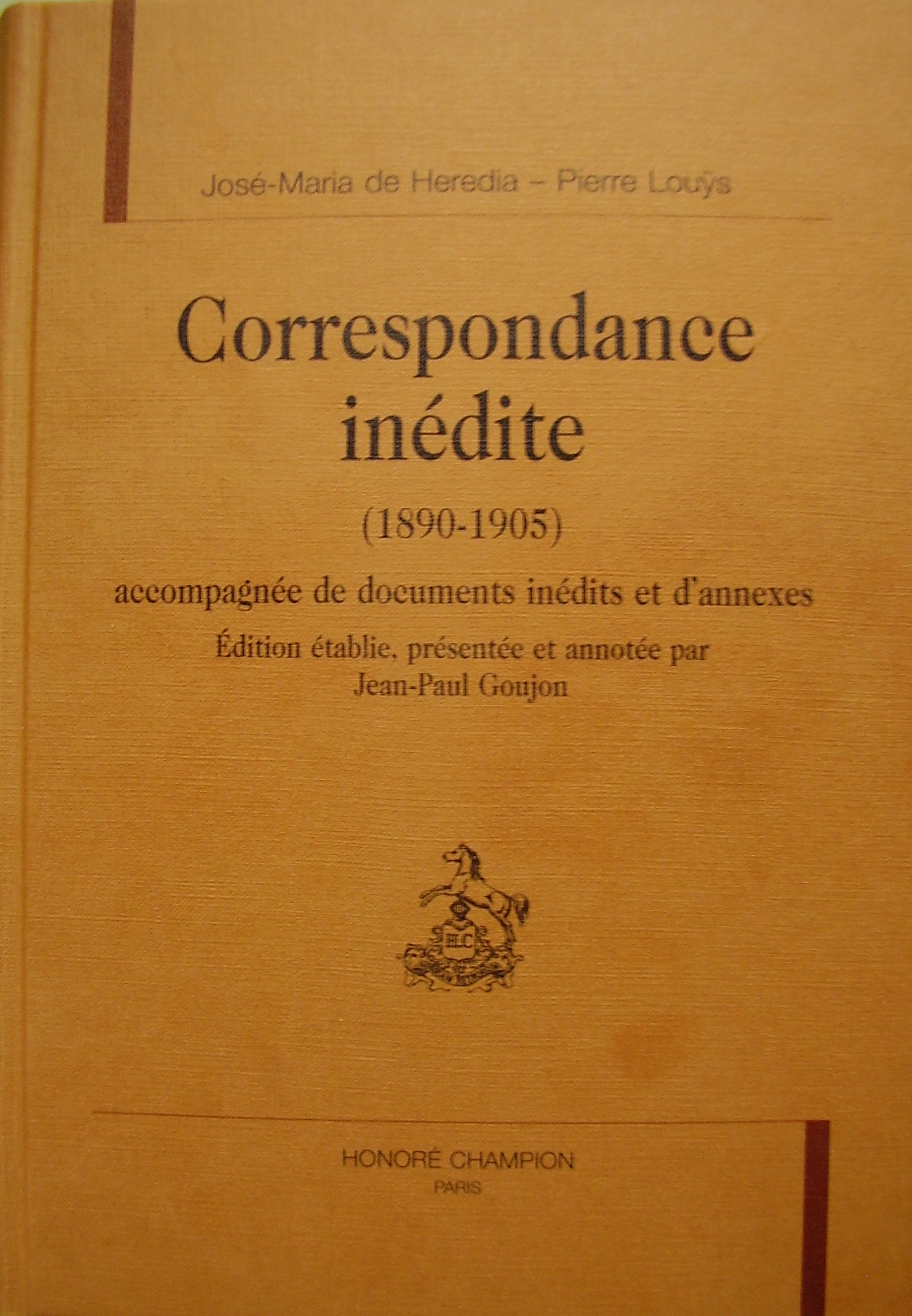
Одне з видань видавництва в типовій жовтій палітурці

Оноре Шампйон (фр. Les éditions Honoré Champion) — французьке видавництво, засноване в 1874 році в Парижі.

## Короткий опис
Засноване Оноре Шампйоном (Honoré Champion) в 1874 році й спеціалізується на публікації фундаментальних праць з гуманітарних наук, насамперед з літературознавства, мовознавства й історії. 1973 року видавництво купили швейцарські видавці фірми Slatkine, що спеціалізуються на репринті видань з гуманітарних наук та зокрема з літературознавства.

## Видавничі серії
Видавництво має такі серії:
- французька література (від Середньовіччя до сьогодні)
- порівняльне літературознавство
- граматика, загальна лінгвістика, лексикологія
- історія (від Середньовіччя до сьогодні)
- музика
- листування, мемуари, щоденники

Видавництво поширює книжки державних інституцій (напр.: Національні архіви Франції), наукових товариств та маленьких видавнцтв, а також публікує видання онлайн.